# Ernesto Bergamasco
Ernesto Bergamasco (Torre Annunziata, 17 febbraio 1950 – Torre Annunziata, 17 marzo 2024) è stato un pugile e allenatore di pugilato italiano facente parte della squadra azzurra alle Olimpiadi di Monaco 1972.

## Biografia

### Carriera da dilettante
Fu campione italiano dilettanti nei pesi superleggeri nel 1971 a Udine e nel 1972 a Roma.
Difese i colori Italiani in molteplici competizioni internazionali. Partecipò alle Olimpiadi del 1972 a Monaco di Baviera, perdendo al primo turno della categoria dei superleggeri contro il thailandese Srisook Buntoe (4ː1).

### Carriera da professionista
Passò professionista subito dopo le Olimpiadi. Ottenne una striscia iniziale positiva di 19 match tutti vinti. Tra i suoi avversari sconfitti, l'ex campione italiano dei pesi leggeri Bruno Melissano.
Il 25 settembre 1974 combatté per il titolo italiano dei superleggeri ma fu sconfitto per knock-out tecnico alla seconda ripresa dal detentore Bruno Freschi. Proseguì a combattere inanellando altre sei vittorie consecutive per poi procedere nella parabola discendente della sua carriera. Tra la fine del 1975 e il 1977 combatté 14 match con sole sei vittorie e ben otto sconfitte. Una di queste, tuttavia, la subì dall'argentino naturalizzato italiano Juan José Giménez, futuro sfidante dello statunitense Leroy Haley per il titolo mondiale WBC della categoria e di Patrizio Oliva per il titolo europeo.
Il 3 febbraio 1978 gli fu accordata la possibilità di combattere nuovamente per la cintura italiana dei superleggeri ma fu nuovamente sconfitto dal futuro campione d'Europa Giuseppe Martinese per KOT all'ottavo round. Dopo questo match abbandonò la carriera agonistica.

### Carriera da allenatore
Fondatore e gestore di uno dei più noti club di pugilato dell'area vesuviana, la Pugilistica Oplonti, come allenatore portò sul ring molti pugili di grande valore, tra cui il figlio Raffaele Bergamasco, pluricampione italiano, e tra i professionisti Alfonso Pinto (medaglia d'argento agli Europei) e Pietro Aurino, impegnato a Londra nel 2002 come sfidante alla conquista - fallita - del titolo mondiale dei pesi massimi leggeri.